# Sibilla I di Pallars Sobirà
Sibilla I di Pallars Sobirà (in spagnolo Sibila, in catalano Sibil·la, in francese Sybille; 1282 circa – 1327 circa) è stata Contessa di Pallars Sobirà dal 1295 alla sua morte.

## Origine
Sibilla, secondo Sort y comarca Noguera-Pallaresa, era la figlia primogenita del Conte di Pallars Sobirà, Arnaldo Ruggero I e di Làscara Lascaris, figlia del conte di Tenda, Guglielmo Pietro I di Ventimiglia e della principessa bizantina Eulogìa Lascaris.

Arnaldo Ruggero I di Pallars Sobirà, secondo la Gran enciclopèdia catalana, era il figlio secondogenito del visconte di Conserans e Conte di Pallars Sobirà, Ruggero II e di Sibilla de la Berga, discendente dei visconti di Berga.

## Biografia
Suo padre, Arnaldo Ruggero I, dal suo primo matrimonio, con Sancha de Villamur, figlia del visconte Pietro di Villamur e di Sancha Perez, non aveva avuto discendenza.
Suo padre, Arnaldo Ruggero I, morì verso il 1288, in quanto in quell'anno, risulta che aveva fatto testamento, come riportato da Sort y comarca Noguera-Pallaresa e siccome Sibilla e le sorelle, Beatrice e Violante erano ancora minorenni, gli succedette il fratello (lo zio di Sibilla), Raimondo Ruggero I. Nel testamento, Arnaldo Ruggero I aveva nominato Raimondo d'Urtx, barone di Mataplana (padre di Ugo di Mataplana, futuro marito di Sibilla), tutore delle sue figlie Sibilla, Violante e Beatrice.
Lo zio, Raimondo Ruggero I morì verso il 1295, senza discendenza; la morte di Ruggero Raimondo viene confermata dalla Litterae de dote Blanchae, datata 1296, in cui la moglie Bianca (Blancha Dei gratia comitissa Pallariensis) lo cita come defunto (Raymundo Rogerii bonæ memoriæ comiti de Pallars).

Sibilla succedette a Raimondo Ruggero I.
Dopo la morte di Raimondo Ruggero I, i cugini, visconti di Comminges (spalleggiati dai conti di Foix e dal re di Francia, bramosi della Val d'Aran) invasero la contea rivendicandone la successione, tentando di toglierla alle figlie della contessa vedova, Lascara di Ventimiglia, alle quali il re d'Aragona, Giacomo II il Giusto confermò i feudi di Berga e Berguedà, e inviò un contingente militare di soccorso.

Sibilla vendette a Giacomo II i suoi possedimenti, che le furono restituiti in feudo
Nonostante gli attacchi che la contea dovette subire, sino al 1311, Sibilla e il marito, Ugo, mantennero l'integrità territoriale, e risolsero il conflitto riguardante la Val d'Aran.
Nel 1320, il figlio maggiore, Arnaldo Ruggero, fu associato nel governo della contea.
Nel 1327, Sibilla fece testamento, disponendo che il figlio, Arnaldo Ruggero, le sarebbe succeduto, e disponendo una legittima per tutti gli altri figli.
Sibilla morì poco dopo e fu sepolta come da sua volontà nel convento dei Predicatori di Barcellona, come da lei indicato nel suo testamento.

## Matrimonio e discendenza
Secondo Sort y comarca Noguera-Pallaresa, nel 1297, Sibilla aveva sposato, il barone Ugo di Mataplana, figlio di Raimondo d'Urtx, barone di Mataplana.

Sibilla a Ugo di Mataplana diede sette figli, tra cui:
- Arnaldo Ruggero († 1343 circa), Conte di Pallars Sobirà[15];
- Raimondo Ruggero († 1350 circa), Conte di Pallars Sobirà[16].

### Fonti primarie
- (LA)  Veterum Scriptorum I.
- (ES)  Sort y comarca Noguera-Pallaresa.